# وناکوه
نام وناکوه برگرفته است از درختان زیادی که داشته به نام وَناو و کوههای بسیاری ک دارد.متاسفانه بیشتر این درختان را محلی ها بریده اند.رود گاماسیاب که از سمت نهاوند سرچشمه گرفته،از روستای وناکوه میگذرد که موجب ایجاد طبیعی زیبا و منحصر به فرد شده است.
طبیعت وباغهای گردوی روستای وناکو برای ماهیگیری ،شنا ،کوه گردی و طبیعت گردی بسیار دلنشین است.
وناکوه، روستایی از توابع بخش مرکزی شهرستان کنگاور در استان کرمانشاه ایران است.
ویرایش:Ámadi khazai

## جمعیت
این روستا در دهستان خزل‌ غربی قرار دارد و براساس سرشماری مرکز آمار ایران در سال ۱۳۸۵، جمعیت آن ۲۵۱ نفر (۷۳خانوار) بوده‌است.